# Delage Type D-180
Der Delage Type D-180 war ein Pkw-Modell der französischen Marke Delage. Es gibt auch die Schreibweise Delage Type D 180.

## Beschreibung
Delage gehörte damals zu Automobiles Delahaye. Vor dem Zweiten Weltkrieg war beschlossen worden, dass die Marke Delage das größere Prestige habe, weshalb das leistungsfähigste Modell immer als Delage angeboten werden solle. Die Basis bildete der Delahaye Type 175.
Ein Sechszylindermotor trieb das Fahrzeug an. Er hatte 94 mm Bohrung und 107 mm Hub. Das ergab 4455 cm³ Hubraum und eine Einstufung mit 26 Cheval fiscal. Eine Quelle gibt 115 PS Motorleistung an. Eine andere Quelle nennt 140 PS für die Ausführung mit einem Vergaser und 160 PS für die Variante mit drei Vergasern. Das Vierganggetriebe kam von Cotal.
Das Fahrgestell hatte laut einer Quelle vorne 1450 mm und hinten 1525 mm Spurweite. Eine andere Quelle gibt 1540 mm an. Der Radstand betrug 3335 mm. Die Fahrzeuge waren 5250 mm lang, 1780 mm breit und 1600 mm hoch. Das Leergewicht war mit 2000 kg angegeben. Eine große Limousine wurde 1946 auf dem Pariser Autosalon präsentiert. Vordere und hintere Türen waren an der B-Säule angeschlagen. Daneben gibt es eine Zeichnung als Brougham mit sechs bis sieben Sitzen.
Die Planungen im Vorfeld sahen vor, dass die ersten beiden Fahrgestelle per Hand montiert und den Namen Delage tragen würden. Ob tatsächlich zwei Fahrzeuge entstanden, ist unklar. Weder eine Typprüfung durch die nationale Zulassungsbehörde noch eine Vermarktung sind bekannt.